# Fabulous Disaster
Fabulous Disaster treći je studijski album američkog thrash metal sastava Exodus. Album je bio objavljen 30. siječnja 1989. godine. U Ujedinjemom Kraljevstvu objavila ga je diskografska kuća Music for Nations, dok su ga u SAD-u objavile diskografske kuće Combat i Relativity Records. Godine 1999. izdavač Century Media Records isključivo je za europsko tržište remasterirao i ponovno objavio prva tri albuma skupine. 
Fabulous Disaster bio je posljednji album na kojem je bubnjeve svirao Tom Hunting sve do koncertnog albuma Another Lesson in Violence koji je bio objavljen 1997. godine. Usto, bio je to prvi album Exodusa koji nije imao promjene u svojoj postavi od posljednjeg uratka te jedan od dva njegova albuma koji sadrže obrade pjesama (drugi je Force of Habit iz 1992. godine).

## Popis pjesama
| 1.    | »The Last Act of Defiance«  | 4:43 |
| 2.    | »Fabulous Disaster«         | 4:55 |
| 3.    | »The Toxic Waltz«           | 4:50 |
| 4.    | »Low Rider« (obrada Wara)   | 2:45 |
| 5.    | »Cajun Hell«                | 6:04 |
| 6.    | »Like Father, Like Son«     | 8:08 |
| 7.    | »Corruption«                | 5:46 |
| 8.    | »Verbal Razors«             | 4:06 |
| 9.    | »Open Season«               | 3:50 |
| 10.   | »Overdose« (obrada AC/DC-a) | 5:29 |
| 50:36 |                             |      |

## Recenzije
Fabulous Disaster dobio je pozitivnu kritiku AllMusic recenzenta Eduarda Rivadavie, koji je mu je dodijelio četiri od pet zvjezdica, te je izjavio da je Exodus "njime stvorio svoj najviše raznolik i pomno osmišljen rad do sada, dok je usto ostao vjeran svojem ikoničnom thrash metal zvuku." Zatim je dodao da "je album prikazao utjelovljenje njegove vizije, kao i njegov komercijalni vrhunac", ali da mu "nije uspio pridobiti neko više mjesto uz thrash metal velikane kao što su Megadeth, Metallica, Anthrax i Slayer."
Fabulous Disaster dospio je na 82. mjesto ljestvice Billboard 200. Nijedan singl nije bio objavljen radi promidžbe albuma, no pjesme "The Toxic Waltz" i "Low Rider" često su se pojavljivale na radio stanicama. Glazbeni spot bio je snimljen za pjesmu "The Toxic Waltz", koji se često prikazivao na MTV-jevoj emisiji Headbanger's Ball.

## Zasluge
| Exodus - Gary Holt – gitara, producent, miksanje - Steve Souza – vokali - Rick Hunolt – gitara, producent, miksanje - Rob McKillop – bas-gitara - Tom Hunting – bubnjevi Dodatni glazbenici - Brian Mantilla – udaraljke (na pjesmi 4) - Dov Christopher – glas na početku pjesme 1, harmonika (na pjesmi 5) | Ostalo osoblje - Marc Senasac – producent, snimanje, miksanje - David Plank – snimanje - Chad Munsey – asistent u miksanju - Gene Ambo – fotografija - David Bett – ilustracije - Patricia Lie – dizajn - Bernie Grundman – mastering |